# عبد الله بن مزدلي
عبد الله بن مزدلي أمير مرابطي وآخر ولاة سرقسطة المسلمين. عينه علي بن يوسف واليا على غرناطة ثم واليًا لبلنسية وسرقسطة أواخر سنة 511 هـ / أواخر 1117م. لم يستطع عبد الله بن مزدلي الصمود طويلًا أمام زحف الممالك النصرانية؛ إذ سرعان ما فرضوا حصارًا على سرقسطة في شهر صفر 512 هـ / مايو 1118م. خلال الحصار حدثت معارك شديدة بين المسلمين والنصارى، اشترك فيها عبد الله بن مزدلي بقواته وأبلى فيها مقاومة شرسة. استمر الحصار سبعة أشهر كاملة.
مرض ابن مزدلي خلال ذلك الحصار، وتوفي في رجب، فكتم خبر وفاته لعدة أيام؛ حتى لا يعلم به ملوك النصارى، ثم أذيع فكان له أثر سيئ على جميع من بالمدينة، ومع نفاد المؤونة، وشدة الحصار، سلمت المدينة بمعاهدة في يوم الأربعاء 3 رمضان 512 هـ / 18 ديسمبر 1118 م.
وتحتفظ المصادر التاريخية برسالة تعزية من الفقيه الأديب ابن عطية الأندلسي إلى ابن مزدلي في أخيه محمد الذي قتل وهو يجاهد على حدود مملكة نبرة، بالإضافة لقصيدة ألفها فيه عندما خرج للجهاد.